# Pływ kwadraturowy
Zasugerowano, aby zintegrować ten artykuł z artykułem Pływy morskie. Nie opisano powodu propozycji integracji.

Pływy morskie:
A. Pływ syzygijny
B. Pływ kwadraturowy
1. Słońce
2. Ziemia
3. Księżyc
4. Kierunek przyciągania przez Słońce
5. Kierunek przyciągania przez Księżyc

Pływ kwadraturowy (pływ minimalny, pływ kwadrowy) – zjawisko pływowe powstające, gdy Księżyc, Ziemia i Słońce tworzą ze sobą kąt prosty. Siły pływotwórcze Księżyca i Słońca działają wówczas na Ziemię pod kątem prostym, czyli z najbardziej przeciwdziałających kierunków, skutkiem czego występujące na Ziemi pływy morskie są minimalne. Zjawisko to występuje dwa razy w miesiącu synodycznym: z końcem pierwszej i trzeciej fazy Księżyca.
Odwrotnością pływu kwadraturowego jest pływ syzygijny (maksymalny) mający miejsce również dwa razy w miesiącu synodycznym, a występuje on, gdy Księżyc, Ziemia i Słońce leżą w jednej linii prostej.